# Georg Rattel
Georg Rattel (* 29. April 1882 in Hof; † 14. Februar 1950 in Bamberg) war ein fränkischer Kommunalpolitiker. Als Mitglied der Bayerischen Volkspartei war er langjähriges Mitglied des Stadtrats von Bamberg und fungierte von 1919 bis 1924 als ehrenamtlicher Bürgermeister.

## Leben
Georg Rattel kam mit drei Jahren wegen des Umzugs seiner Eltern nach Bamberg. Während seines Studiums trat er der katholischen Studentenverbindung K.B.St.V. Rhaetia München bei.
1911 wurde er als Mitglied des Zentrumsbürgervereins in das Gemeindekollegium der Stadt Bamberg berufen, dieses Amt bekleidete er acht Jahre. Im Ersten Weltkrieg war er Leiter einer Versorgungsstation für Kieferverletzte und wurde mit dem Eisernen Kreuz 2. Klasse sowie dem Bayerischen Militärverdienstorden 4. Klasse mit Schwertern ausgezeichnet.
1919 wurde er Mitglied des Stadtrats und Vorsitzender der Fraktion der Bayerischen Volkspartei. Als ehrenamtlicher Bürgermeister fungierte er von 1919 bis 1924.
1933 im Alter von 49 Jahren promovierte Georg Rattel an der Universität Erlangen zum Doktor der zahnärztlichen Wissenschaft und galt als hervorragende Fachkraft. Seine Stadtratsfunktion verlor er mit Beginn des „Dritten Reiches“. In diesen zwölf Jahren stand er unter Beobachtung der Gestapo und wurde 1933 und 1944 mehrere Wochen in „Schutzhaft“ genommen. Am 5. Juli 1938 musste er sich neben seinem Chef Georg Meixner und weiteren zwei Mitarbeitern des Bamberger Volksblatts in einem nur aus der Zeit heraus verständlichen Prozess wegen Konkursverschleppung des christlichen Verlages verantworten.
Am 16. September 1945 gehörte er zu den Gründungsmitgliedern und Programmverantwortlichen des CSU-Verbandes in Bamberg und Oberfranken. 1946 wurde Rattel wieder als Stadtrat gewählt und war Fraktionsführer der Christlich-Sozialen Union.
Georg Rattel starb an den Folgen eines Schlaganfalls. An seinem Grab verabschiedete sich der damalige Oberbürgermeister Luitpold Weegmann mit den Worten: „Ganz Bamberg trauert um diesen treuesten seiner Söhne, der seiner Heimatstadt jahrzehntelang sich selbstopfernd treueste Dienste geleistet hat.“ Andere hoben seine hohe Einsatzbereitschaft auf politischer und kirchlicher Ebene hervor.

## Veröffentlichungen
- Experimentelle Untersuchungen zur Frage des Abschlusses wurzelbehandelter Zahnstümpfe mit Phosphatzement. Berlin 1931.

## Ehrungen
- 1924 wurde ihm vom damaligen Papst Pius XI. der Orden „Pro ecclesia et pontifice“ überreicht.
- Am 16. Februar 1950 wurde er zum Ehrenbürger der Stadt Bamberg ernannt.
- Im Bamberger Stadtteil Gartenstadt ist die Dr.-Rattel-Straße nach ihm benannt worden.[4]